# Население Урарту
Население Урарту — племена, сословия и демографические данные по населению Урарту — древнего государства на Армянском нагорье в IX—VII вв. до н. э. .

## Этно-племенной состав

### Индоевропейцы

#### Лувийские племена
Лувийские племена были родственны хеттам. Они говорили на индоевропейском языке и населяли западные области Армянского нагорья начиная с XXV века до н. э. Письменность основывалась на иероглифах (иероглифический хеттский язык, XVI в. до н. э.) и клинописи (XIV—XII вв. до н. э.). С XIII века до нашей эры началось слияние лувийских племён с другими племенами, жившими на Армянском нагорье, и к VIII—VII векам до н. э. они полностью растворились в едином армянском народе..

#### Хайасские племена
Хайасские племена населяли западные и северные области Армянского нагорья начиная минимум с XXIII века до нашей эры. Земли хайасских (хайасских) племен, к XV веку до нашей эры, простирались от Чёрного моря на севере, до истоков реки Тигр — на юге, от полуострова Малая Азия — на западе, до берегов озеро Ван — на востоке, фактически занимая всю территорию исторической Западной Армении. В XVI—XIII веках до н. э. в хеттских клинописях упоминается обширное государство Хайаса со столицей в городе Кемах (рядом с современным городом Эрзинджан в Турции). Хайаса имела 10-тысячную регулярную армию, что для того времени было внушительной военной силой. В XIII веке до нашей эры Хайаса распалась на множество мелких княжеств, которые были захвачены хурритскими племенами.

#### Мушкские племена
Мушкские племена в XIII веке до нашей эры вторглись из Европы в Анатолию и расселились в западных областях Армянского нагорья и в Киликии. Территории первичного расселения мушкских племен охватывала область от Северного Тавра до отрогов Армянского Тавра у истоков р. Тигра (Сасунских гор), включая долину верхнего Евфрата по обе стороны реки, то есть то, что в хеттское время было «странами» Паххува, Цухма, Тегарама, Исува, Мальдия и Алзи — а также сам район Сасунских гор (Арме-Шубрия). Центральная из этих областей называлась Цупа (Софена)
Говорили на индоевропейском языке. По мнению большинства современных авторов, язык мушков лёг в основу армянского языка. В XIII—VI вв. до нашей эры мушки участвовали в этногенезе армянского народа.. Все племена, населявшие Армянское нагорье, в этот период влились в единый армянский народ, который говорил на языке, основанном на мушкском языке, родственном языку греков, фракийцев и фригийцев и имевшем родство с языками других индоевропейских групп (германских, славянских, кельтских, анатолийских, романских, индо-иранских и т. д.).

### Урарто-хурритские племена

#### Хурритские племена
Хурритские племена появились в северной Месопотамии во второй половине 3-го тысячелетия до н. э.. Принадлежали к неизвестной языковой группе. В Сирии и Месопотамии жили вперемешку с семитами. В XVI—XIII веках до н. э. хурриты создали в Северной Месопотамии и в горах Армянского Тавра государство Митанни, оказывавшее сильное влияние на Хеттское царство. В XIII веке до н. э. захватили государство Хайаса на Армянском нагорье. В 1-м тысячелетии до н. э. жили разорванными ареалами по западным, южным и восточным окраинам Армянского нагорья. В период этногенеза армянского народа перешли на армянский язык и влились в состав этого народа.
.

#### Урартские племена
Урартские (или ванские) племена прибыли с берегов озера Урмия и расселились в центральных, южных и восточных областях Армянского нагорья. Населяли государство Урарту, известное как союз племён с XIII, а как государство — с VIII века до н. э. и просуществовавшее до VI века до н. э..
Урарты в период формирования армянского этноса перешли на древнеармянский язык и влились в состав армянского этноса, составив его основной генетический компонент.

### Семитские народы

#### Ассирийцы
Ассирийцы сформировались во II тыс. до н. э. из населения Северной Месопотамии — аккадцев, амореев, возможно при участии шумеров и остатков субареев. Исследователи относят древнее население Северной Месопотамии к арменоидному типу европеоидной расы. Это люди со светлой кожей, темными глазами, сильно выступающим носом, плоским затылком, темными волосами. 

## Демография
По данным анналов Сардури II, он отменил по Урартской державе 350 тыс. воинских повинностных единиц, из чего видно, что население Урарту значительно превышало миллион и могло составлять 2-3 миллиона. Около четверти этого числа жило в богатой долине верхнего Евфрата и в долине Арацани и говорило на протоармянском языке.

## Городское население
Около 10 % населения Урарту было сосредоточено в городах-крепостях: Эребуни, Аргиштихинили, Арзашкун, Палу, Малатья,Тушпа и другие.
Основными центрами городской культуры были Араратская равнина, долина озера Ван и верховья рек Тигр и Евфрат.

## Сельское население
90 % населения Урарту состояло из сельского населения. Большинство жителей вели оседлый образ жили и занимались земледелием, хотя было распространено так же отгонное скотоводство, предполагающее полукочевой образ жизни.
Сельское население занималось виноделием, хлебопашеством, садоводством и животноводством.